# 1704 en philosophie
Chronologie de la philosophie
- 1700
- 1701
- 1702
- 1703
- 1704
- 1705
- 1706
- 1707
- 1708

L’année 1704 a été marquée, en philosophie, par les événements suivants :

## Publications
- Pierre Bayle : Réponse aux questions d’un provincial, 6 volumes, in-8, Rotterdam, 1704-1706 ;
- Francesco Bianchini : Considerazioni teoriche, e pratiche intorno al trasporto della Colonna d'Antonino Pio collocata in Monte Citorio, 1704 .
- Géraud de Cordemoy : Les Œuvres de feu monsieur de Cordemoy (1704). Publiées par son fils, Louis-Géraud de Cordemoy. Contiennent : Six Discours sur la Distinction et l'Union du Corps et de l'Ame Texte en ligne ; Discours physique sur la Parole Texte en ligne ; Lettre sur la conformité du système de Descartes avec le premier chapitre de la Genèse ; Deux petits traités de métaphysique ; Divers petits traités sur l'histoire et sur la métaphysique Texte en ligne ; Divers petits traités sur l'histoire et sur la politique.
- Les Nouveaux Essais sur l'entendement humain est un ouvrage de Gottfried Wilhelm Leibniz rédigé en 1704 et publié en 1765. Il s'agit d'une réfutation chapitre par chapitre de l’ouvrage de John Locke de 1689 l'Essai sur l'entendement humain. Le texte a la particularité de reprendre en son sein le texte de l'ouvrage de Locke qu'il critique. Leibniz intègre en effet à son propre texte d'importants passages directement issus de l'Essai.
- Sylvain Leroy : L'usage de la raison et de la foy, ou L'accord de la foy et de la raison, par Pierre-Sylvain Régis. - Réfutation de l'opinion de Spinoza touchant l'existence et la nature de Dieu, chez Jean Cusson, Paris, 1704 (lire en ligne)
- Christian Thomasius : Kurze Lehrsätze van dem Laster der Zauberei mit dem Hexenprozess
- John Toland : Letters to Serena. Toland critique Spinoza, sa conception statique de la substance et sa physique cartésienne. Traduction : Lettres philosophiques sur l'origine des préjugés (1768), Gale Ecco, 2010, 288 p. ; Nabu Press, 2010, 278 p. ; Lettres à Serena, trad. Tristan Dagron, Honoré Champion, 2004, 399 p.

## Naissances
- Gottfried Sellius (également nommé Godofredus, Godefroy, Godofredi Sellii) né en 1704 à Dantzig et mort le 25 juin 1767 à Charenton (France) était juriste, philosophe, naturaliste et traducteur.

## Décès
- 28 octobre à Oates, High Laver (Essex) : John Locke, né le 29 août 1632 à Wrington (Somerset), est un philosophe anglais. Il a vécu à une époque charnière qui voit la fin des guerres de religion, les débuts du rationalisme et une forte opposition à l'absolutisme en Angleterre. Proche du comte de Shaftesbury, Locke est partie prenante à ces débats et aux théories alors naissantes du contrat social, de la loi et du droit naturel, et de l'état de nature. Il s'intéresse aussi aux prémices de ce qui sera appelé à compter du XIXe siècle le libéralisme.